# Ібраєво (Аургазинський район)
Ібра́єво (рос. Ибраево, башк. Ибрай) — присілок у складі Аургазинського району Башкортостану, Росія. Входить до складу Кебячевської сільської ради.
Населення — 36 осіб (2010; 53 в 2002).
Національний склад:
- татари — 100%